# Stazione di Crabulazzi
La stazione di Crabulazzi è una fermata ferroviaria situata nel comune di Sassari, lungo la ferrovia tra la città e Sorso.

## Storia

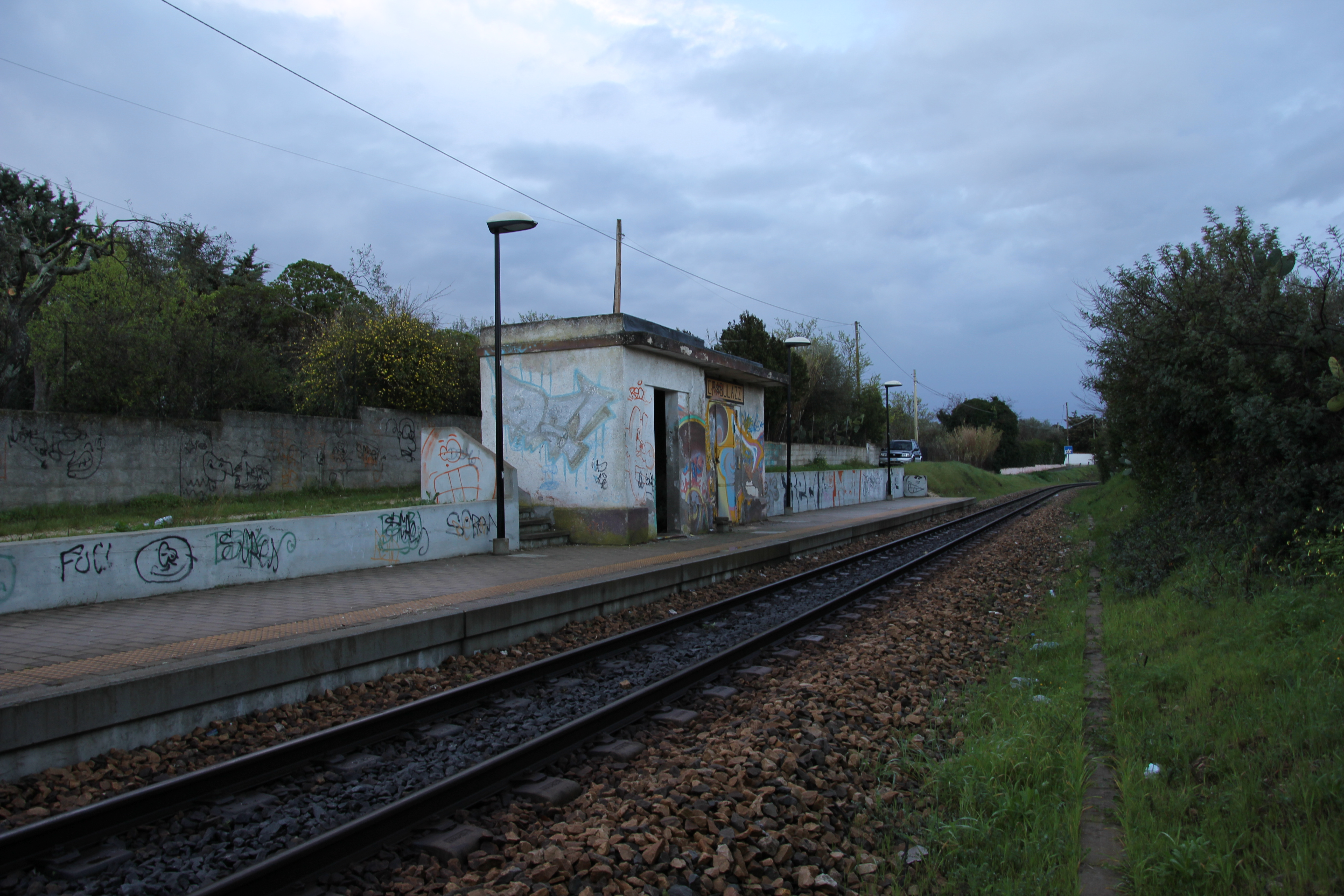
La fermata vista in direzione Sassari

La fermata fu costruita dalle Strade Ferrate Sarde nel Novecento nell'agro del capoluogo turritano, in particolare nelle vicinanze del rio Crabulazzi da cui l'impianto trae nome. Successivamente lo scalo passò alle Ferrovie della Sardegna nel 1989 e in seguito all'ARST nel 2010: in quello stesso periodo l'impianto fu interessato da lavori di rifacimento delle proprie infrastrutture, col rifacimento in particolare della banchina di accesso ai treni.

## Strutture e impianti
La fermata di Crabulazzi è un impianto di tipo passante posto lungo la linea a scartamento ridotto tra Sassari e Sorso: per questo motivo è presente nello scalo un unico binario avente scartamento da 950 mm e servito da banchina posta a est dello stesso. La fermata è impresenziata, ed è inoltre fornita di un piccolo fabbricato viaggiatori.

## Movimento

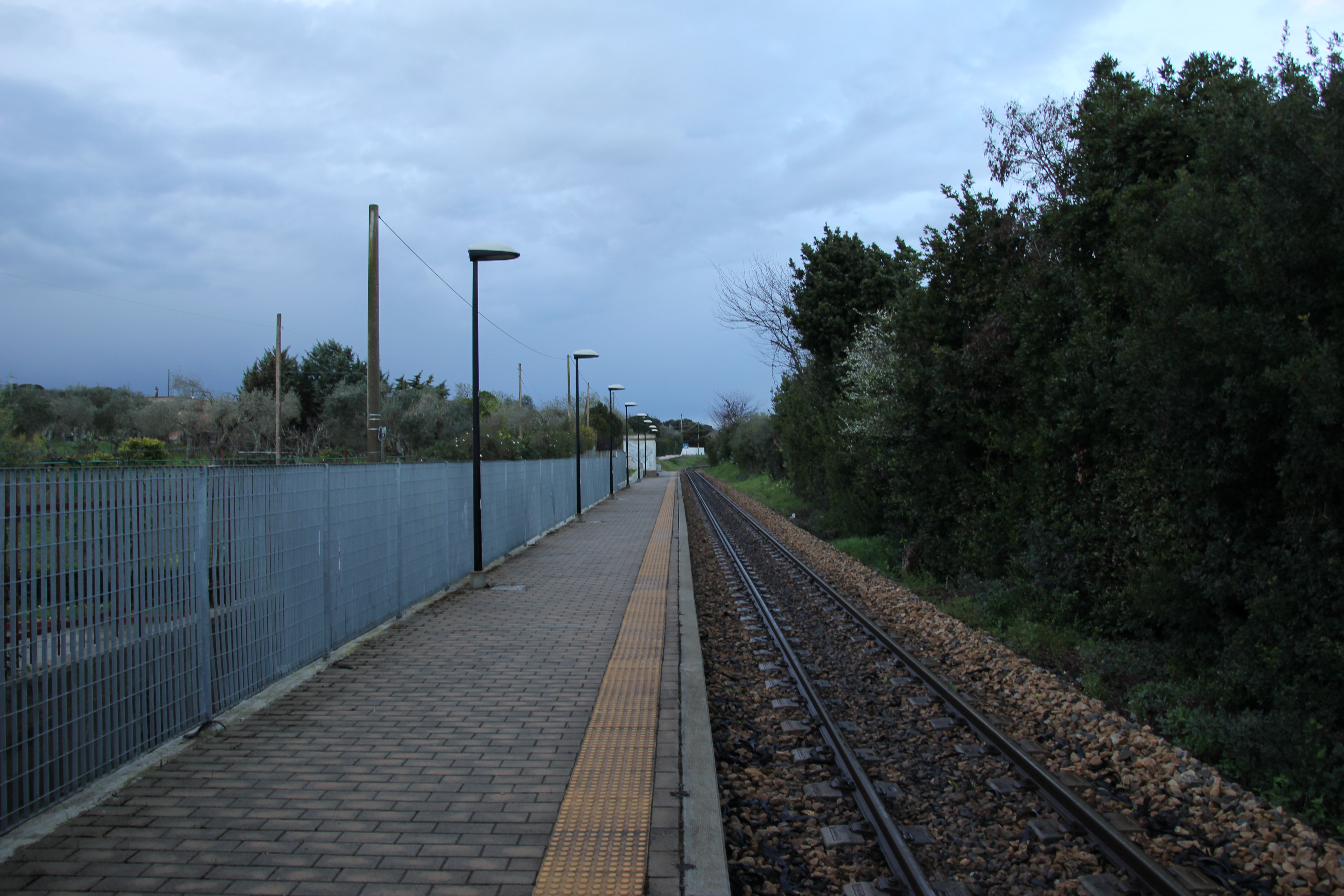
La banchina dell'impianto, realizzata a inizio anni dieci: la fermata è collegata in particolare con Sassari e Sorso

Nella fermata è effettuato il solo servizio viaggiatori a cura dell'ARST, i cui treni collegano l'impianto principalmente con la stazione di Sassari e Sorso.